# Juan de Colonia

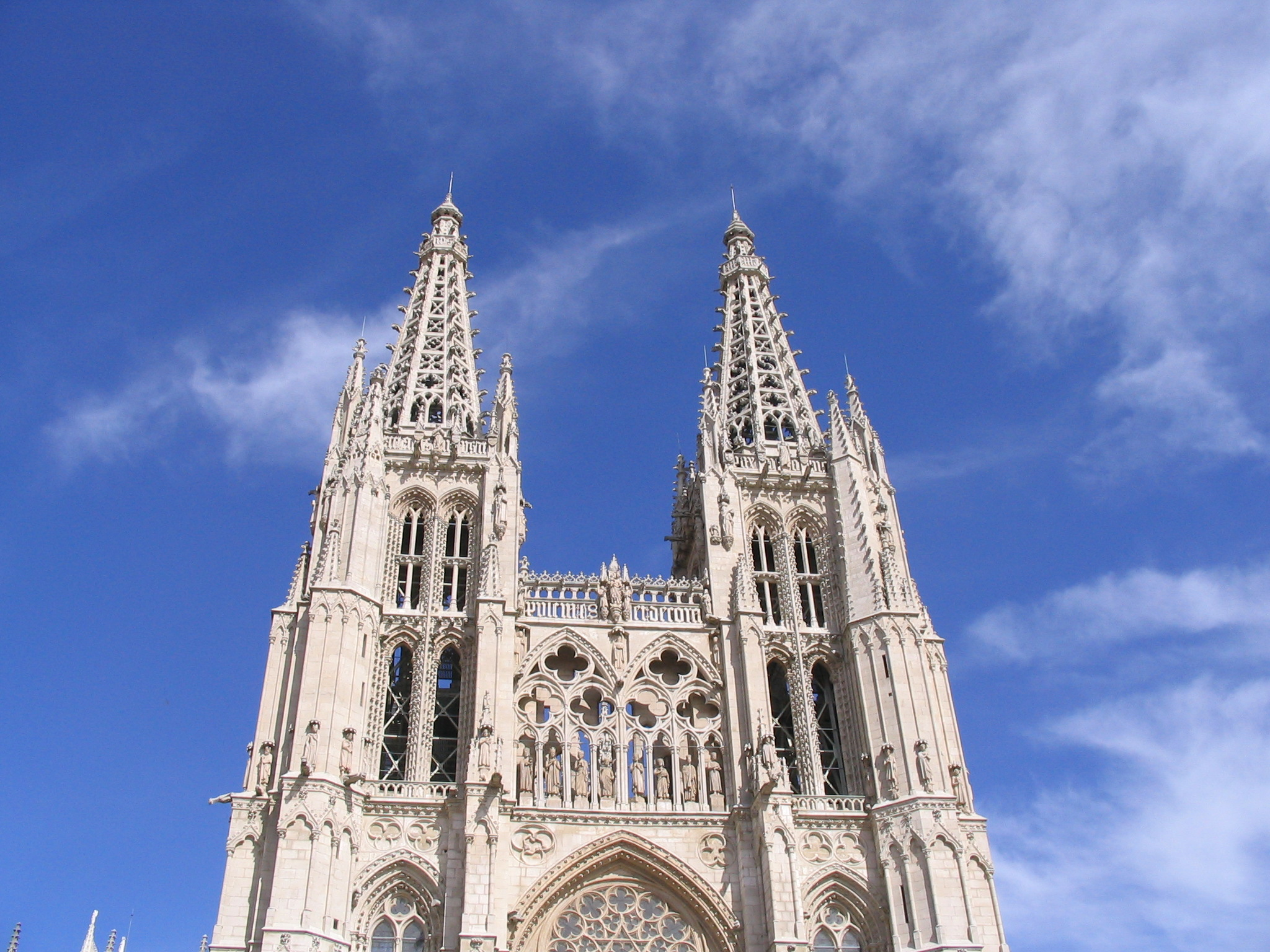
Obra de Juan de Colonia

Juan de Colonia ou Johannes von Köln (Colonia, 1408 — Burgos, 1481) foi um arquiteto gótico.

## Biografia
Pouco se sabe sobre sua vida fora de seu trabalho na Espanha. Johannes, também conhecido como Hans, aprendeu seu ofício pela primeira vez na Oficina de Construtores da Catedral de Colônia. Mais tarde, ele provavelmente também trabalhou em oficinas de construtores de catedrais da Suábia, antes que o bispo Alfonso de Cartagena o trouxesse do Concílio de Basileia para Burgos em 1440 (de acordo com outras fontes já em 1435) para empregar um mestre de obras capaz de completar as torres da catedral. A partir de então, ele também trabalhou como mestre de obras na catedral de Burgos. Ele primeiro construiu a Capilla de la Visitación, a capela funerária do bispo, na catedral, antes de começar a concluir as torres em setembro de 1442, que ele completaria 16 anos depois.
Casou-se com María Fernández, espanhola. Tiveram seis filhos; entre eles estava Simão de Colônia, que continuou a construção da catedral após a morte de seu pai. Juan de Vallejo é mencionado como aluno de João, que a partir de 1539 reconstruiu a torre de travessia colapsada da catedral de Burgos, que nunca foi originalmente planejada. A participação na construção da nova catedral de Astorga também é por vezes formulada.

## Trabalho
Hans é creditado com a participação nos seguintes edifícios:

### Arquiteto
Burgos e arredores
- Capilla de la Visitación na Catedral de Burgos (considerada sua primeira obra na Espanha; 1440-1442)
- Torres na Catedral de Burgos (considerada sua obra-prima artística; 18 de setembro de 1442 – 4 de setembro de 1458), por volta de 1466 cruzando a torre
- Planos da Cartuja de Miraflores (1454)
- Cúpula da Capilla de la Concepción, mais tarde completada por seu filho

### Escultor
na Catedral de Burgos
- Inscrições no telhado e torre